# John Deere 1120
Le John Deere 1120 est un tracteur agricole produit par la firme John Deere.
Plus puissant modèle à moteur trois cylindres (49  puis   51 ch DIN) au sein d'une gamme européenne complète, il est fabriqué dans l'usine allemande du groupe à Mannheim entre 1967 et 1975.

## Historique
En 1956 John Deere rachète les usines allemandes Lanz de Mannheim pour y construire des tracteurs de faible et moyenne puissance destinés au marché européen mais s'inspirant, notamment au niveau de la ligne générale, des gros modèles américains dessinés par Henry Dreyfuss. La série 20 est la première gamme complète de tracteurs répondant aux souhaits des agriculteurs européens et proposés par John Deere. Introduite en 1967 pour les premiers modèles, elle se compose de tracteurs équipés de moteurs à trois, quatre ou six cylindres.
Les tracteurs à moteur à trois cylindres sont les 820, 920, 1020 et 1120. Standardisation de la production oblige, certaines caractéristiques sont partagées entre tout ou partie de ces modèles : dimensions, boîte de vitesses, moteur. Le 1120, le plus puissant d'entre eux, rencontre un réel succès car il est fabriqué de 1967 à 1975, bénéficiant à mi-vie, en 1971, d'une légère augmentation de puissance.

## Caractéristiques
Le John Deere 1120 est équipé d'un moteur Diesel à trois cylindres en ligne (alésage 102 mm et course 110 mm) à quatre temps et à injection directe, d'une cylindrée totale de 2 690 cm3. Sa puissance est de 49 ch DIN à l'origine mais elle passe à 51 ch DIN en 1971.
La boîte de vitesses comporte, de série, huit rapports avant et quatre rapports arrière. En option, l'amplificateur de couple à commande hydraulique « High-Low » permet de doubler le nombre de rapports dans les deux sens de marche ; dans cette configuration, la vitesse maximale du tracteur est de 25,4 km/h.
La prise de force arrière tourne à 540 tr/min ou, en option, à 1 000 tr/min ; un dispositif complet d'attelage et des sorties hydrauliques permettant la commande de vérins font partie des options proposées.
Le même tracteur est fabriqué aux États-Unis sous le nom de John Deere 1520 mais la production de Mannheim diffère par quelques accessoires ainsi que des modifications liées aux normes européennes, comme la signalisation. Le 1120 existe en versions vigne ou vergers, deux modèles plus étroits.